# Rafał Pietrzak
Rafał Pietrzak (Sosnowiec, 30 gennaio 1992) è un calciatore polacco, difensore o centrocampista del Wieczysta Cracovia.

## Carriera

### Club
Ha esordito nel 2008 con lo Zagłębie Sosnowiec. Il 20 gennaio 2016 viene acquistato dal Wisła Cracovia per 275.000 złoty polacchi.

### Nazionale
Con la nazionale Under-19 polacca ha preso parte al Mondiale di categoria nel 2009, segnando un gol in 13 presenze.
Nell'agosto 2011 è stato convocato dal CT della nazionale Under-20 polacca Janusz Białek per alcuni incontri.
Ha esordito con la nazionale maggiore il 7 settembre 2018, in occasione della partita di Nations League contro l'Italia, pareggiata per 1-1.

## Palmarès

### Club

#### Competizioni nazionali
- III liga: 1

Wieczysta Cracovia: 2023-2024 (gruppo IV)